# Società Ginnastica Gallaratese 1994-1995
Questa voce raccoglie le informazioni riguardanti la Società Ginnastica Gallaratese nelle competizioni ufficiali della stagione 1994-1995.

## Risultati

### Poule scudetto

#### Turno preliminare
| Gallarate 28 maggio 1995, ore 16:00 1ª giornata - Girone A             | Gallaratese | 2 – 1       | Alzano Virescit | Comunale Atleti Azzurri d'Italia |
| \| \| \| \| \| Moretto 74’ Morgandi 77’ \| Marcatori \| 50’ Ferrari \| |             |             |                 |                                  |
|                                                                        |             |             |                 |                                  |
| Moretto 74’ Morgandi 77’                                               | Marcatori   | 50’ Ferrari |                 |                                  |

| Grosseto 4 giugno 2014, ore 16:00 3ª giornata - Girone A | Grosseto  | 0 – 1        | Gallaratese | Stadio Carlo Zecchini |
| \| \| \| \| \| \| Marcatori \| 73’ Morgandi \|           |           |              |             |                       |
|                                                          |           |              |             |                       |
|                                                          | Marcatori | 73’ Morgandi |             |                       |

#### Semifinale
| Tolentino 11 giugno 1995, ore 16:00 Andata                          | Tolentino | 2 – 1        | Gallaratese | Stadio della Vittoria |
| \| \| \| \| \| Nerpiti 28’ Maci 42’ \| Marcatori \| 67’ La Falce \| |           |              |             |                       |
|                                                                     |           |              |             |                       |
| Nerpiti 28’ Maci 42’                                                | Marcatori | 67’ La Falce |             |                       |

| Gallarate 18 giugno 1995, ore 16:00 Ritorno                                                           | Gallaratese | 3 – 2                          | Tolentino | Comunale Atleti Azzurri d'Italia |
| \| \| \| \| \| Seveso 3’ Turchetta 41’ Morgandi 59’ \| Marcatori \| 52’ Fagiani 78’ (rig.) Palombi \| |             |                                |           |                                  |
| |             |                                |           |                                  |
| Seveso 3’ Turchetta 41’ Morgandi 59’                                                                  | Marcatori   | 52’ Fagiani 78’ (rig.) Palombi |           |                                  |